# Migraš ha-Rusim

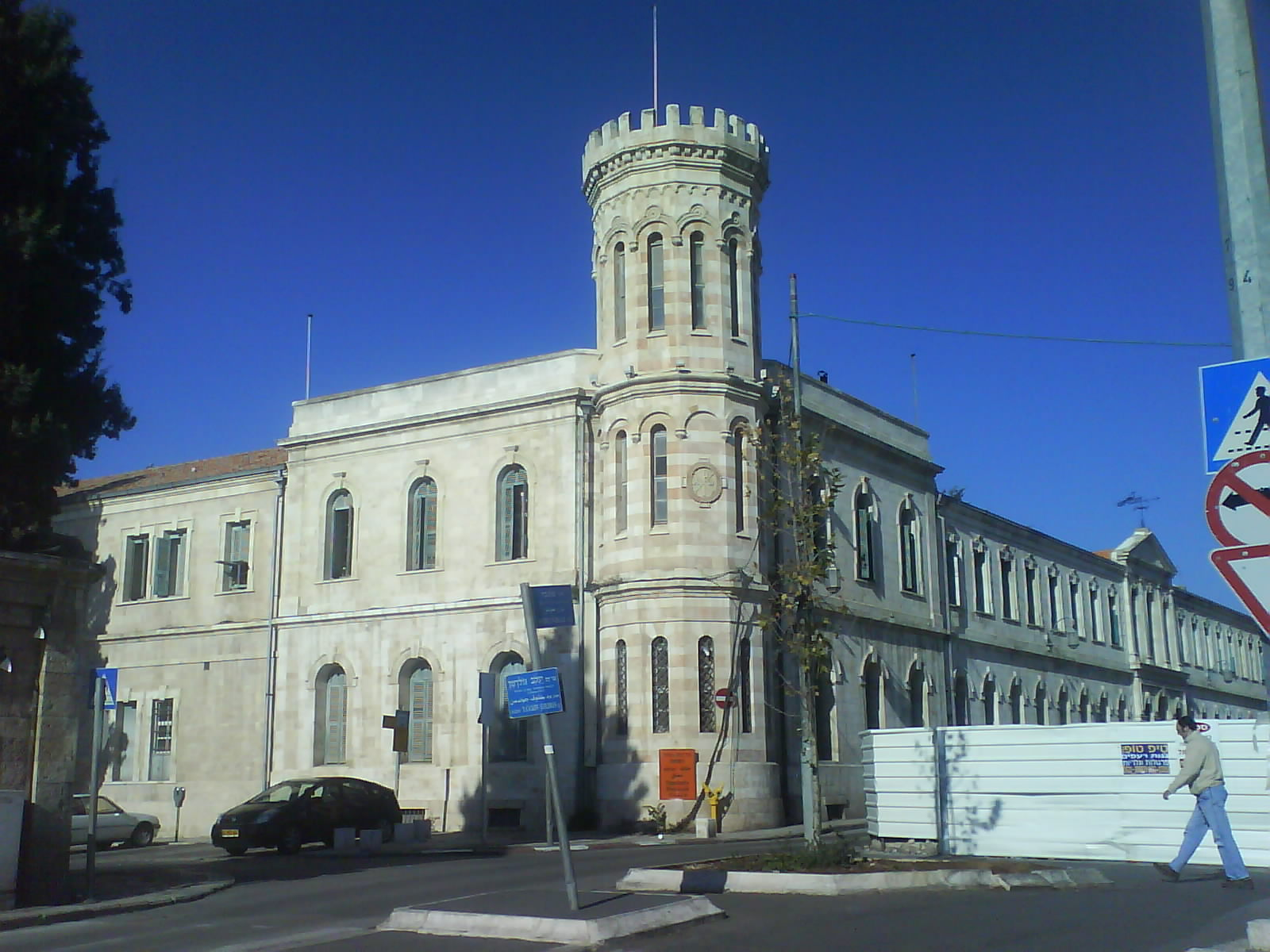
Sergejův hotel z roku 1890 v komplexu Migraš ha-Rusim

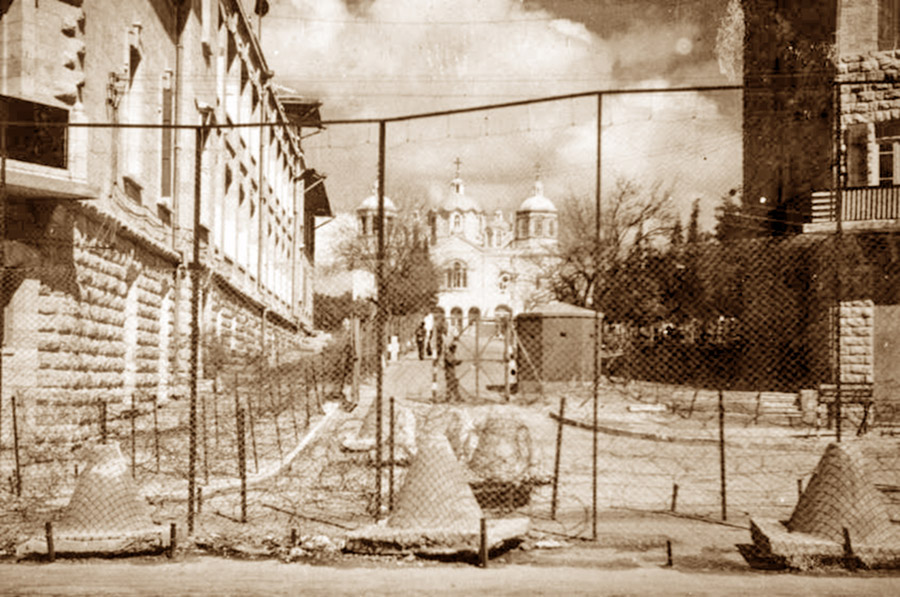
Britský opevněný okrsek v komplexu Migraš ha-Rusim, takzvaný Bevingrad

Ruský dvůr (rusky: Русское подворье, hebrejsky: מגרש הרוסים‎ – Migraš ha-Rusim, arabsky: المسكوبية‎, al-Muskubija, anglicky: Russian Compound) je městská čtvrť v centrální části Jeruzaléma v Izraeli.

## Geografie
Leží v nadmořské výšce necelých 800 metrů, vně severozápadního okraje Starého Města. Na západě s ní sousedí čtvrť Nachalat Šiv'a, na severu Me'a Še'arim, na východě Musrara. Leží nedaleko dotyku se Zelenou linií, která do roku 1967 rozdělovala Jeruzalém. V roce 2011 byla podél ní na jižním okraji čtvrti dobudována tramvajová trať Populace čtvrti je židovská.

## Dějiny
Byla postavena v letech 1860–1864 jako komplex pro ruské pravoslavné poutníky, kteří tehdy byli v Jeruzalému početnější než zástupci jiných křesťanských církví. Před rokem 1914 jich sem v průměru ročně dorazilo 14 000. Veškerý stavební materiál včetně zařízení vnitřních prostor byl dovezen z Ruska lodní přepravní firmou, založenou speciálně pro tento účel. Iniciátorem výstavby byla Imperiální pravoslavná palestinská společnost se sídlem v Petrohradu. Projekt komplexu vypracoval architekt Martin Ivanovič Eppinger. Slohově je odvozen od ruských a byzantských vzorů. Sestával z katedrály Svaté Trojice, rezidencí pro pravoslavné misionáře, nemocnice, ubytoven pro poutníky s 2000 lůžky. V roce 1889 byl dokončen Sergejův imperiální hospic s 25 luxusními pokoji pro ubytování šlechty. Kromě toho se v komplexu nacházely stáje, skladiště, drůbeží farma, studny a prádelna.
Během mandátní Palestiny zde sídlily britské správní úřady. V jedné z budov ale až do roku 1967 působila ruská pravoslavná misijní služba. Britové zde koncem 40. let 20. století vytvořili opevněný okrsek nazývaný neformálně Bevingrad (podle tehdejšího britského premiéra Ernesta Bevina). Během války za nezávislost v roce 1948 zde probíhaly těžké boje. Izraelci areál ovládli v rámci operace Kilšon. Díky pevnosti zdejších staveb, ale komplex přežil i těžké ostřelování. V 60. letech 20. století komplex vykoupila izraelská vláda a sídlily tu některé centrální úřady jako ministerstvo zemědělství nebo soudní instituce.